# 奇虎360与腾讯QQ争斗事件
奇虎360与腾讯QQ争斗事件，又称3Q大战、360与QQ的纷争，是指2010年中国两间大型软件公司奇虎公司和腾讯公司之间互相指责对方不正当竞争的事件。2010年9月，奇虎针对腾讯QQ先后发布了360隐私保护器和360扣扣保镖，并称其可以保护QQ用户的隐私和网络安全。11月3日，腾讯宣布在装有360软件的电脑上将不能运行QQ软件。
事件同时牵涉到其他奇虎软件与同类软件的纷争，如360安全浏览器与傲游浏览器和搜狗浏览器之间、360安全卫士和360杀毒与多家杀毒软件之间的纷争。为此，金山、傲游、可牛、百度等软件公司11月5日联合召开发布会，抵制奇虎360并宣布将不兼容360系列软件。
之后政府介入此次争斗事件，责令腾讯停止不兼容行为、奇虎召回360扣扣保镖。11月21日腾讯与奇虎两家公司分别在各自官方网站上发表了对网民的致歉信，也正式结束了此次纠纷事件。2011年4月26日，北京市朝阳区法院就腾讯起诉奇虎360不正当竞争案作出一审判决，奇虎等三家公司赔偿腾讯公司人民币40万元。

## 背景

### 奇虎公司与360安全卫士
2006年7月27日，奇虎公司正式推出360安全卫士。2010年1月，使用360杀毒软件的用户达到1亿；同年6月达到2亿，占据中国国内杀毒软件市场份额一半以上。2009年12月由CNZZ发布的《2009年浏览器市场年终盘点》报告显示，奇虎360安全浏览器的中国市场占有率达5.75%，居中国浏览器榜首。

### 腾讯公司与QQ
腾讯QQ始于1999年2月，是一款免费的多平台即时通信软件，同时也是当时中国最多人使用的即时通信软件，占据中国国内个人电脑即时通信市场第一。2010年3月5日，腾讯QQ最高同时在线用户数达到1亿。

### 奇虎公司与腾讯等公司的关系
- 与腾讯之间：早在2007年奇虎刚刚推出360杀毒测试版时，腾讯的游戏中心就曾被其误杀[13]。2010年2月，腾讯QQ医生在用户安装其推广的微软补丁时遭受360的拦截[14]，然而根据微软官方信息，该补丁被定义为严重威胁[15]；奇虎360因此被指“滥用职权”。当时腾讯凭借其庞大的用户群推广QQ医生安全软件，迅速占据国内近一亿台电脑的安全软件市场，份额近百分之四十[16]。6月，腾讯强制升级QQ安全管家产品。9月中秋节期间，QQ附带的“QQ软件管理”和“QQ医生”自动升级为“QQ电脑管家”。这几款软件与奇虎公司的360安全卫士功能十分类似，而且安装过程中并未出现任何提示信息[17]。[18]

- 与金山之间：2010年5月21日，既安装了奇虎360安全卫士又装有金山软件出品的金山网盾两种免费安全辅助软件的用户，发现这天360安全卫士突然弹出窗口，声称金山网盾破坏了安全卫士的功能，提示卸载网盾，而且没有其他妥协的选项[19]。此后，两家公司就开始了长期敌对。金山公司为了与其竞争之后将其“金山清理专家”研发为“金山卫士”保留其大致内容，并于2010年中面世。在五家厂商共同反对360不正当竞争的声明中金山被放到了第一个名字里。

- 与傲游之间：傲游浏览器是一款在中国大陆市場占有率较高的浏览器，而奇虎公司同另一家浏览器大厂世界之窗进行深度合作，推出了“360安全浏览器”并通过安装360安全卫士进行推荐安装，奇虎和傲游也就成为了主要竞争对手。2010年，同样发生了奇虎通过360安全卫士拦截傲游浏览器并将其定义为木马的事件，而之前傲游加入的安全组件恰恰是金山安全提供的[20]。奇虎从未解释为何错将傲游浏览器定义为木马。

- 与百度之间：百度工具栏（前称“百度搜霸”）被360安全卫士评定为恶意插件，提示清理和卸载。百度公司谴责奇虎的行为，对此，360方面称插件评分来源于网友，而非奇虎自己定义。2010年8月，百度向奇虎提出了巨额索赔，而奇虎也进行了回应[21]。

- 与可牛之间：可牛是一家新生的软件公司，其老总傅盛正是从奇虎公司离职再创业的人。2010年可牛在中国内地出品了一款免费杀毒软件，即“可牛杀毒”。“可牛杀毒”使用了国际上实力极强的反病毒企业卡巴斯基的反病毒引擎。在可牛发布正式版不久后，360方面对其进行了拦截[22]。在2010年9月份金山安全宣布收购了可牛作为旗下子公司[23]。同样，奇虎从未解释为何拦截可牛杀毒。

## 争议软件

### 腾讯QQ
腾讯QQ用户在隐私方面存在一定争议。不少网民在论坛和网站质疑QQ扫描用户硬盘上大量与QQ程序无关的软件和用户的个人文件，认为QQ“窥视”用户隐私。2010年中，有用户制作了一款免费开源非商业的“QQ侦探”软件以阻止QQ扫描用户的硬盘。对此，腾讯公司于2010年11月5日承认QQ确实会扫描用户硬盘文件，但称这只是“正常的安全检查”。由于其扫描的部分文件（如word文档）与安全检查之间关联度并不高，官方亦并未进一步说明二者之间的关系。
QQ也被认为会记录与监视用户对电脑的操作行为和聊天记录，腾讯也承认会按政府主管部门要求做一些处理，检测消息中的敏感信息，并可能封禁用户账号。它对消息也有一定的过滤措施。此外，QQ本身也存在着一定的安全性问题，常有QQ账号被盗的事件发生。

### 360隐私保护器
这是由奇虎公司于2010年9月推出的一款软件，其官方网站上宣称可以将用户电脑所装软件中侵犯用户隐私的行为进行曝光。但在此软件推出后不久，腾讯网发布消息指出，该软件只对腾讯QQ进行隐私扫描，甚至于把任何一个可执行文件改名为QQ.exe再运行，该软件也都会对其进行监控。
截至2010年11月5日，该软件的最新版本是1.1beta，可同时监控腾讯旗下的QQ和TM，以及微软的MSN，还有阿里旺旺。据有关人士透露，在监控期间，360隐私保护器发现在qq运行期间，该软件同时在后台对用户的隐私进行扫描，包括“我的文档”等极为隐私的地方，而MSN和阿里旺旺则行为十分规矩，没有任何越矩。这是因为只要用户用QQ选择发送图片功能时，打开“我的文档”目录，即被识别为“扫描”。此隐私扫描可信度很值商榷。
由于技术原理本身而言就是为了引发3Q大战做的准备，所以奇虎公司在法庭上一审和终审均败诉；在审判辩解过程中，奇虎360方面承认隐私保护器并不完善，但辩解为因为属于测试版本而不应该其负责。

### 360扣扣保镖
这是由奇虎公司在2010年10月29日推出的软件，号称可以对QQ用户进行全面保护，给QQ加速，并且完全免费。但腾讯公司发布的《关于腾讯公司软件服务与360软件不兼容的声明》称此软件以木马方式对应用软件QQ进行注入修改其功能。
在该软件发布数日后，腾讯公司随即对此作出回应。2010年11月3日，腾讯发布《致广大QQ用户的一封信》，宣布将于运行360软件的电脑上停止运行QQ。奇虎公司作为对此事件的回应，于翌日也发布了《360致用户的一封公开信》，宣布召回“360扣扣保镖”。

### 360安全浏览器

QQ空间不兼容360安全浏览器的声明

腾讯宣布在装有360软件的电脑上禁止运行QQ的同时，QQ空间也对360安全浏览器不兼容，QQ空间所有页面转为显示不兼容的声明。随后，360安全浏览器通过自动更新，将浏览器的User-Agent属性的默认值从360SE改成IE，从而避过QQ空间等网页的不兼容检查，使浏览器可以正常访问QQ空间。而腾讯认为奇虎360安全浏览器伪装其他浏览器是欺骗行为。
11月9日，瑞星发布一份针对奇虎360安全浏览器的报告中称，360安全浏览器通过监控多个浏览器收集用户浏览网页的信息并上传到奇虎的服务器进行分析，当用户搜索特定的关键字时就会弹出显示相关广告，引导用户进入其相应的网页。

## 纷争时间线

### 前奏
2010年春节期间，腾讯强推QQ医生（現名腾讯电脑管家）软件，其功能与360安全卫士极其相似，并且，腾讯联合诺顿推出半年优惠礼包，以此来推广QQ医生。
在2010年5月25日，有用户在其博客中声称QQ客户端在扫描用户的电脑硬盘，并通过上传图片来举例；5月31日，原QQ医生升级至4.0版本，并正式更名为“QQ电脑管家”，而其功能也越来越类似于360安全卫士。
2010年7月24日，2010年第28期《计算机世界》在封面打出“狗日的腾讯”大幅标题，并且配上一张一只被插上三刀的QQ企鹅为图。其专刊文章认为腾讯是一家抄袭他人创意的企业，但是这种说法立即遭到了腾讯官方的批评。

### 升级
2010年9月22日，腾讯强行将用户的QQ软件管理和QQ医生升级为QQ电脑管家。5天后，360方面推出一款“360隐私保护器”，声称QQ客户端在不停扫描用户的硬盘，通过该软件即可监视QQ的一举一动，但是有网友发现只要将任意软件改为“QQ.exe”的话，该保护器仍会报警，遂很多人认为此举乃360方面的抹黑行为。
2010年10月14日晚，腾讯与奇虎360的骂战更加上升到法律层面，腾讯对外宣布正式起诉奇虎360，要求奇虎及其关联公司停止侵权、公开道歉并作出赔偿，而法院也受理此案。针对腾讯的起诉，360随即发表回应，指腾讯此举是打击报复，并指其他公司的安全软件例如Comodo、AVG等均发现了QQ软件的异常行为。
10月29日，360又推出了“扣扣保镖”，声称其能为QQ加速，而方法就是允许用户自行卸载QQ弹窗、QQ广告、QQ音乐、QQ宠物、QQ秀等QQ的强制附带服务。

### 爆发
双方的怒火在2010年11月3日晚正式爆发，当晚，QQ通过自带的弹窗向用户发表了《致广大QQ用户的一封信》，称QQ客户端将不能与360兼容，QQ将在装有360软件的电脑上停止工作。
当您看到这封信的时候，我们刚刚作出了一个非常艰难的决定。在360公司停止对QQ进行外挂侵犯和恶意诋毁之前，我们决定将在装有360软件的电脑上停止 运行QQ软件。我们深知这样会给您造成一定的不便，我们诚恳地向您致歉。同时也把作出这一决定的原因写在下面，盼望得到您的理解和支持……——“致广大QQ用户的一封信”首段
有网民质疑腾讯如何得知用户安装了360，腾讯后来承认扫描用户硬盘，但只是正常的安全检查。
当日晚，360立即推出WebQQ客户端作为回应：该软件打开后会直接连接到WebQQ网站上。为此，腾讯当日晚只得关闭WebQQ。随后，360将扣扣保镖撤下，并发表了《反抗QQ霸权，需要你的力量！——360致网民的紧急求助信》，呼吁QQ用户三日内不使用QQ以抗议腾讯QQ不尊重用户的行为。
……我们相信用户的力量！我们相信您的力量！
所以，我们建议您：
1、请您及您身边的朋友们，为了互联网安全的未来停用腾讯QQ三天，以示对腾讯公司不尊重用户权益的抗议。在这三天之间您或您的朋友可以使用MSN或飞信等其他聊天工具代替；
2、如果您及您身边的朋友无法离开腾讯QQ，那就请您及您的朋友们使用WebQQ。
当昔日的王者不但背叛了用户，而且带着军火辎重投奔了资本时，我们将如何奋起自卫？

好人最大的犯罪，是对犯罪的宽恕。难道未来中国的互联网只允许有一家腾讯公司？难道您和亲友、我们的下一代都要被这个公司挟持？难道正义、阳光、安全将被消灭？！……——“反抗QQ霸权，需要你的力量！——360致网民的紧急求助信”节选
同样在当日晚，腾讯向360开出了“和解条件”，要求其卸载“隐私保护器”并赔礼道歉。

我们呼吁360痛改前非，承诺给用户一个安全和无干扰的环境使用QQ和其他合法软件。
要达到全面解救QQ用户安全的目标，腾讯要求360必须做到以下三点，腾讯才能停止目前的自救行动：
1.360必须在所有客户端完成对扣扣保镖和恶意污蔑腾讯的隐私保护器的卸载；
2.360立即停止拦截腾讯和其他合法程序，并公开承诺今后不拦截腾讯程序，公开承诺今后不发布攻击腾讯产品任何软件，公开承诺今后不盗用任何QQ用户资料；

3.360向腾讯公开道歉，赔偿损失。——腾讯的和解条件
2010年11月5日腾讯联合金山、傲游、可牛、百度、搜狗五大客户端软件厂商在北京召开联合发布会，并宣布将不兼容360系列软件。但搜狐CEO张朝阳表示，據其所知搜狗並沒有不兼容計劃。

### 结束
中华人民共和国工业和化部和中华人民共和国公安部对此次事件进行了干预，2010年11月21日，腾讯公司和奇虎公司分别在各自官方网站上做出声明，向社会和网民道歉。

### 事件之后
- 盛大、迅雷、搜狐、暴风[48][49][50][51]等倾向支持奇虎；卡巴斯基、瑞星倾向支持腾讯。金山、百度、傲游、可牛组成联盟抵制奇虎[52][53][54]。
- 11月7日下午，腾讯公司总裁刘炽平在接受《东方早报》记者电话采访时表示，“当时的做法现在看来是不周全的，我们缺乏与用户的沟通，在处理重大危机事件的经验上欠缺，也给我们上了非常深刻的一课。”[55]
- 2010年11月中旬號的《大眾軟件》和2010年11月14日《南方日報》發表文章表示，此次互聯網企業大戰，最終使用戶的隱私權和選擇權變得如同廢紙，呼籲用戶應維權[56][57]。
- 2011年4月26日，北京市朝阳区人民法院就腾讯起诉奇虎360不正当竞争案作出一审判决，奇智软件（北京）有限公司、北京奇虎科技有限公司和北京三际无限网络科技有限公司停止发行使用360隐私保护器，连续30日公开发表声明，消除因侵权行为对腾讯造成的不利影响，赔偿人民币40万元（为原400万元索赔额的十分之一），并在360网站上删除相关侵权言论。而腾讯公司称40万元赔偿将用作慈善用途[8]。
- 2013年4月25日，广东省高级人民法院就腾讯起诉奇虎公司不正当竞争一案作出一审判决，判奇虎公司赔偿腾讯公司人民币500万元。宣判结束后，奇虎向中华人民共和国最高人民法院提起上诉。
- 2013年12月4日，最高人民法院公开开庭审理了腾讯起诉奇虎一案。
- 2014年2月24日，最高人民法院判决奇虎构成不正当竞争，赔偿腾讯500万。双方都表示尊重法院判决[58]。
- 2014年10月16日上午，最高人民法院就奇虎360訴騰訊公司壟斷案作出判決：认定腾讯公司旗下的QQ并不具备市场支配地位，驳回奇虎360的上诉，维持一审法院判决。中國大陸媒體認為该判决为中國互联网领域垄断案树立了司法标杆[59]。

## 影响
- 中国社科院法学所课题组指360扣扣保镖存在多处违法行为，包括：软件符合国际上对外挂的界定、破解会员功能、侵犯了著作权人标识相关信息的权利、间接侵犯了用户的知情权[60]。
- 2010年11月初当奇虎与腾讯爆发此次事件之后，腾讯的盟友金山安全的反病毒软件金山毒霸在4日宣布免费一年[61]。10日金山和可牛公司正式合并当天又宣布旗下包括金山毒霸在内的安全软件永久免费[62]。同日，俄罗斯反病毒厂商卡巴斯基中国也宣布一个月之内提供一年期的卡巴斯基全功能产品KIS的授权许可，次日卡巴斯基中国发表了致中国网民的公开信，不点名地批评了奇虎公司的不正当竞争行为[63]。此前卡巴斯基曾因“超级工厂病毒”事件与奇虎产生了纠纷，后点名批评360欺骗4亿网民，并称其是非专业安全厂商[64]。因此事件11月13日奇虎公司宣布起诉卡巴斯基对360用户方面的欺骗行为[65]。
- 事件爆发后几天，中国反病毒企业瑞星发布了一份报告，研究的对象是奇虎推出的“扣扣保镖”，报告的结论是该软件有流氓软件的特征，并且隐蔽的干扰其他程序运行、修改其正常功能[53]。之后奇虎方面马上做出声明回应，称瑞星公司因之前同360的恩怨对其进行诽谤。 [54][66]11月9日，瑞星发布第二份报告称360浏览器会监控包括腾讯QQ浏览器在内的7种竞争对手产品并会上传包括浏览器竞争产品信息、用户的身份ID及使用信息在内的信息到360的“云服务器”上，此外当用户使用百度与谷歌的搜索引擎时会予以劫持[67]。[68]11月15日，瑞星称在360安全卫士安装目录里的经过360加密的libdefa.dat库文件是一个拥有上万条相当细致的用户隐私的信息库[69]。第二天360就发布声明说这是一份虚假的报告[70][71]。
- 2010年11月4日，在香港联交所上市的腾讯控股低开低走，一天之内106亿港元的市值灰飞烟灭，成为当日表现最差的蓝筹股。据悉，腾讯董事局主席兼首席执行官马化腾共持有公司11%左右的股权，由于昨日大跌，其账面财富一天也缩水了11亿港元以上。而在同一天，在香港上市的金山软件以3.94港元（比上一个交易日高0.02港元）开盘后，股价一路疯涨，最后收于4.62港元，全天大涨17.86%创两年以来最大涨幅，成交激增至5520万股，为一年以来最大。按照昨天的收盘价，金山软件的市值达到了 51.73亿港元，较前一个交易日增加了7.84亿港元。而在内地创业板上市的神州泰岳主要做飞信业务，被认为是QQ等即时通讯软件的竞争者。同日，神州泰岳涨3.7%[72]。
- 事件爆发当月的6日，微软公司旗下的著名IM软件MSN低调推出了导入QQ好友功能，在该功能启示页面，MSN提示用户输入QQ用户名及密码，随后为用户提取好友列表，用户选择好友后可以编辑邮件内容，发送邮件邀请使用MSN[73]。不过在7日上午该功能就无法继续使用，有消息人士称是遭到腾讯封杀[74]。
- 此次纠纷还惊动了中国大陆官方机构，11月4日工信部与公安部两大部委介入了此次事件[75]，当日晚些时候有报道称两家软件已经恢复兼容，不过之后腾讯称尚未与奇虎达成任何和解协议[76]。9日，工信部部长李毅中表示，已把调查处理情况上报国务院，两家企业也针对影响到网民利益分别做了自我批评；在这件事上两家企业为了各自利益，没有严格执行国家相关法律和规章制度，在竞争中有不规范的地方，为了经济利益损害了网民利益和公司形象。由于相关政府部门及时干预，一方面要求腾讯立即停止软件不兼容的行为，另一方面要求360停止下载引起争议的360扣扣保镖，并及时召回相关软件。而据《新世纪》消息，李毅中曾批评奇虎与腾讯之间的冲突“不道德”和“不负责任”，并说企业家应该有基本的道德，关注普通用户利益，而市场任何竞争都应该在法律允许范围内[77]。
- “当您看到这封信的时候，我们刚刚作出了一个非常艰难的决定。”这句话是腾讯官方在正式宣布不兼容奇虎360系列软件时的那封信的开头，之后该公告引发了中国内地网友的质疑与讨论，而这句话也被网友拿来恶搞（如“阿迪达斯作了个艰难的决定，检测到用户身上有耐克，衣服鞋自动变透视装。”[78]），版本无数创意也数不胜数，诸如“成都版”、“万能版”、“蒙牛版”等等[79]。网友同时也推出了漫画版和动态版等等[80]。更有网民发布《网友恶搞360版大腕〈红衣疯人院〉》视频讽刺360公司的行为[81]。
- 这场纷争甚至涉足手机游戏领域，2010年11月初，一款以魔塔为蓝本、名为《魔塔：QQ大战360》的手机游戏也因为这场纠纷而受到网友的热捧，而且还能支持Android平台[82]。
- 2011年12月29日，中华人民共和国工业和信息化部发布《规范互联网信息服务市场秩序若干规定》，其中要求互联网产品在用户终端上进行软件下载、安装、运行、升级、卸载等操作的，应当事先征得用户同意并提供明确完整的软件功能等信息，禁止欺骗、误导或者强迫用户安装、运行软件。对于广告窗口弹出行为，互联网信息服务提供者应以显著的方式向用户提供关闭或者退出窗口的功能标识[83]。